# بیست و سومین دوره جوایز بفتا
 بیستمین و سومین دوره جوایز بفتا (به انگلیسی: 23st British Academy Film Awards) در سال ۱۹۷۰ به افتخار فیلم ۱۹۶۹ در لندن برگزار شد . 

## جوایز و نامزدها
| ۱۹۶۹ 23rd                 |                                     |                      |
| بهترین بازیگر نقش اول مرد |                                     |                      |
| داستین هافمن              | John and Mary                       | John                 |
| داستین هافمن              | کابوی نیمه‌شب                        | Enrico "Ratso" Rizzo |
| آلن بیتس                  | زنان عاشق                           | Rupert Birkin        |
| والتر ماتائو              | Hello, Dolly!                       | Horace Vandergelder  |
| والتر ماتائو              | The Secret Life of an American Wife | The Movie Star       |
| نیکول ویلیامسون           | Inadmissible Evidence               | Bill Maitland        |

- بهترین بازیگر نقش اول زن  مگی اسمیت
- بهترین بازیگر نقش مکمل مرد  لارنس الیویه
- بهترین بازیگر نقش مکمل زن  سیلیا جانسون
- بهترین کارگردان 'جان شلزینجر' برای فیلم کابوی نیمه‌شب
- بهترین فیلم کابوی نیمه‌شب
- جایزه بفتای بهترین فیلمنامه کابوی نیمه‌شب